# Еди (Атлантски Пиринеји)
Еди (фр. Aydius) насеље је и општина у југозападној Француској у региону Аквитанија, у департману Атлантски Пиринеји која припада префектури Бајон.
По подацима из 2011. године у општини је живело 98 становника, а густина насељености је износила 2,82 становника/km². Општина се простире на површини од 35 km². Налази се на средњој надморској висини од 778 метара (максималној 2.173 m, а минималној 551 m).

## Демографија
| 1962. | 1968. | 1975. | 1982. | 1990. | 1999. | 2011. |
| ----- | ----- | ----- | ----- | ----- | ----- | ----- |
| 98    | 88    | 94    | 67    | 74    | 80    | 98    |

График промене броја становника у току последњих година